# Andrea del Verrocchio
Andrea del Verrocchio, n. Andrea di Michele di Francesco de' Cioni,  (n. 1435, Florența, Republica Florentină – d. 7 octombrie 1488, Veneția, Republica Veneția) a fost un sculptor, aurar și pictor italian ce a lucrat la curtea lui Lorenzo de' Medici în Florența. Printre elevii lui se numără Leonardo da Vinci, Pietro Perugino și Lorenzo di Credi, dar l-a influențat și pe Michelangelo. El a lucrat în stilul renascentist timpuriu din Florența.

## Lucrări importante
- Botezul lui Hristos (1472–1475) – ulei pe lemn, 177 x 151 cm, Galeria Uffizi, Florența
- Madonna cu Sf. Ioan Botezătorul și Donato (1475–1483) – lemn, 189 x 191 cm, Duomo, Pistoia
- Sfânta Monica – pictură pe lemn, Santo Spirito, Florența
- Tobias și îngerul (1470–1480) – tempera cu emulsie de ou pe lemn de plop, National Gallery, Londra
- Isus și Sf. Toma (1467–1483) – bronz, Orsanmichele, Florența